# Jonquel Jones
Jonquel Orthea Jones (Freeport, 5 gennaio 1994) è una cestista bahamense naturalizzata bosniaca, professionista nella WNBA.

## Carriera
È stata selezionata dalle Los Angeles Sparks al primo giro del Draft WNBA 2016 (6ª scelta assoluta).
Con la Bosnia ed Erzegovina ha disputato i Campionati europei del 2021 e i Campionati mondiali del 2022.

## Statistiche

### College
| Anno      | Squadra            | PG | PT | MP   | TC%  | 3P%  | TL%  | RP   | AP  | PRP | SP  | PP   |
| --------- | ------------------ | -- | -- | ---- | ---- | ---- | ---- | ---- | --- | --- | --- | ---- |
| 2012-2013 | Clemson Tigers     | 8  | 4  | 29,8 | 48,3 | 30,0 | 79,2 | 10,0 | 0,8 | 0,5 | 2,1 | 9,8  |
| 2013-2014 | GW Revolutionaries | 23 | 23 | 26,3 | 48,8 | 29,3 | 63,9 | 10,9 | 1,7 | 0,8 | 1,9 | 14,7 |
| 2014-2015 | GW Revolutionaries | 30 | 30 | 26,8 | 47,8 | 30,6 | 66,4 | 12,5 | 2,1 | 0,7 | 1,9 | 15,3 |
| 2015-2016 | GW Revolutionaries | 23 | 20 | 29,8 | 41,7 | 31,1 | 74,5 | 14,6 | 2,3 | 1,0 | 3,3 | 16,2 |
| Carriera  | Carriera           | 84 | 77 | 27,8 | 46,2 | 30,4 | 69,5 | 12,4 | 1,9 | 0,8 | 2,3 | 14,9 |

### WNBA

#### Regular Season
| Anno     | Squadra         | PG  | PT  | MP   | TC%  | 3P%  | TL%  | RP   | AP  | PRP | SP  | PP   |
| -------- | --------------- | --- | --- | ---- | ---- | ---- | ---- | ---- | --- | --- | --- | ---- |
| 2016     | Connecticut Sun | 34  | 6   | 14,1 | 53,1 | 33,3 | 73,9 | 3,7  | 0,6 | 0,6 | 1,1 | 6,8  |
| 2017     | Connecticut Sun | 34  | 34  | 28,5 | 53,4 | 44,6 | 81,8 | 11,9 | 1,5 | 0,9 | 1,5 | 15,4 |
| 2018     | Connecticut Sun | 34  | 16  | 20,5 | 55,0 | 46,7 | 67,1 | 5,5  | 1,7 | 0,4 | 1,2 | 11,8 |
| 2019     | Connecticut Sun | 34  | 34  | 28,8 | 44,8 | 30,9 | 81,8 | 9,7  | 1,5 | 1,3 | 2,0 | 14,6 |
| 2021     | Connecticut Sun | 27  | 27  | 31,7 | 51,5 | 36,2 | 80,2 | 11,2 | 2,8 | 1,3 | 1,3 | 19,4 |
| 2022     | Connecticut Sun | 33  | 32  | 26,4 | 51,3 | 36,9 | 80,2 | 8,6  | 1,8 | 1,1 | 1,2 | 14,6 |
| 2023     | N.Y. Liberty    | 40  | 40  | 25,0 | 52,7 | 35,2 | 86,3 | 8,4  | 1,8 | 0,6 | 1,3 | 11,3 |
| 2024†    | N.Y. Liberty    | 39  | 39  | 29,8 | 53,8 | 38,8 | 78,8 | 9,0  | 3,2 | 0,8 | 1,3 | 14,2 |
| Carriera | Carriera        | 275 | 228 | 25,5 | 51,7 | 37,6 | 79,4 | 8,4  | 1,9 | 0,8 | 1,3 | 13,3 |

#### Playoffs
| Anno     | Squadra         | PG | PT | MP   | TC%  | 3P%  | TL%  | RP   | AP  | PRP | SP  | PP   |
| -------- | --------------- | -- | -- | ---- | ---- | ---- | ---- | ---- | --- | --- | --- | ---- |
| 2017     | Connecticut Sun | 1  | 1  | 39,0 | 38,5 | 40,0 | 87,5 | 15,0 | 2,0 | 0,0 | 0,0 | 19,0 |
| 2018     | Connecticut Sun | 1  | 1  | 26,0 | 66,7 | 0,0  | 100  | 7,0  | 7,0 | 0,0 | 0,0 | 13,0 |
| 2019     | Connecticut Sun | 8  | 8  | 32,5 | 52,8 | 26,7 | 76,7 | 10,4 | 2,0 | 0,6 | 1,5 | 17,9 |
| 2021     | Connecticut Sun | 4  | 4  | 35,0 | 45,8 | 44,4 | 77,8 | 9,8  | 3,3 | 1,3 | 2,3 | 16,3 |
| 2022     | Connecticut Sun | 12 | 12 | 27,0 | 50,7 | 41,4 | 82,9 | 8,4  | 2,0 | 0,6 | 1,1 | 14,9 |
| 2023     | N.Y. Liberty    | 10 | 10 | 34,7 | 55,9 | 32,1 | 78,7 | 11,6 | 1,7 | 0,7 | 2,4 | 17,0 |
| 2024†    | N.Y. Liberty    | 11 | 11 | 32,5 | 55,0 | 44,8 | 94,6 | 8,2  | 2,2 | 0,8 | 0,6 | 15,5 |
| Carriera | Carriera        | 47 | 47 | 31,8 | 52,5 | 36,4 | 83,2 | 9,6  | 2,2 | 0,7 | 1,4 | 16,1 |

## Palmarès
- Campionato WNBA: 1

New York Liberty:  2024
- WNBA Most Valuable Player: 1

2021
- WNBA Sixth Woman of the Year: 1

2018
- WNBA Most Improved Player: 1

2017
- WNBA Finals Most Valuable Player: 1

2024
- All-WNBA First Team (2021)
- 4 volte All-WNBA Second Team (2017, 2019, 2022, 2024)
- 2 volte WNBA All-Defensive First Team (2019, 2021)
- WNBA All-Defensive Second Team (2022, 2024)
- 3 volte miglior rimbalzista WNBA (2017, 2019, 2021)
- Miglior stoppatrice WNBA (2019)